# Helen Benson
Gertrude Helen Benson (* 25. Januar 1886 in Bradford, Grafschaft Yorkshire, England; † 20. Februar 1964 in Dunedin, Neuseeland) war eine neuseeländische Professorin für Hauswirtschaftslehre und frauenpolitisch engagierte Frau.

## Frühes Leben
Gertrude Helen Rawson wurde am 25. Januar 1886 als Tochter der Eheleute Agnes Annie Cragg und dem Baumwollspinner Joseph Cordingley Rawson in Bradford in der Grafschaft Yorkshire geboren. Sie wurde offizielle mit den Mädchennamen „Gertrude Ellen“ registriert, verwendete später aber ihren ersten Vornamen „Gertrude“ nicht und machte aus dem Vornamen „Ellen“ den Namen „Helen“. Über ihre Kindheit ist nichts bekannt.
Helen besuchte die High School in Bradford und anschließend das Newnham College der University of Cambridge. Sie absolvierte das Natural Sciences Tripos (NST) der Universität, da es aber seinerzeit Frauen in England noch nicht erlaubt war einen Universitätsabschluss zu machen, erhielt sie ihren Bachelor of Science erst im Jahr 1919. Nach ihrem Studium ohne Abschluss wechselte sie and das King's College in London und erwarb dort ein Postgraduierten-Diplom in Household and Social Science (Haushalts- und Sozialwissenschaften).

## Professur Neuseeland
1911 fand sie dann die Möglichkeit als Dozentin für Chemistry, Household and Social Economics (Chemie, Haushalts- und Sozialökonomie) an der neu eröffneten School of Home Science der University of Otago in Dunedin, Neuseeland zu arbeiten. Auch hier gab es zunächst Vorurteile, die sie zusammen mit der Professorin der Universität, Frau Winifred Boys-Smith, ausräumen mussten. 1919 ging sie, um weiter studieren zu können, für ein Jahr nach Kanada und in die Vereinigten Staaten. Als die Professorin Winifred Boys-Smith im Jahr 1920 pensioniert wurde, übernahm Helen die Professur für die Hauswirtschaftslehre und wurde Dekanin der der gleichnamigen Fakultät. Sie sorgte für einen besseren Unterricht mit praktischen Fächern, ließ Laboratorien neu einrichten und organisierte die Kurse der Schule neu.

## Ehe
Am 8. Dezember 1923 heiratete Helen den Professor für Geologie, William Noel Benson und nahm seinen Namen an. Die Vermählung fand im Haus seiner Eltern in Killara, heute ein Stadtteil von Sydney, in New South Wales statt. Nach ihrer Heirat gab sie ihre Arbeit an der Universität auf.

## Politisches Engagement
1920 gründete Helen den neuseeländischen Zweig der International Federation of University Women und wurde dessen erste Präsidentin. Auch engagierte sie sich im National Council of Women of New Zealand (NCWNZ). Helen hielt viele Jahre lang Vorlesungen über internationale Angelegenheiten und engagierte sich für die Flüchtlinge, die in den 1930er Jahren nach Neuseeland kamen und sich in Notlagen befanden. 1933 unterstützte sie nachdrücklich die Kritik an der fehlenden finanzielle Unterstützung für arbeitslose Frauen und 1937 trat sie dafür ein, dass Frauen unter bestimmten Umständen eine Abtreibung vornehmen können. 1934 vertrat sie den NCWNZ auf einer Tagung des International Council of Women in Paris. 1939 wurde Helen dann Mitglied des Senats der University of New Zealand und ließ sich 1940 zu deren Präsidentin wählen. Sie trat aber kurz darauf zurück, da sie Bedenken hatte, dass ihre pazifistische Grundhaltung sich möglicherweise nicht mit dem Amt vereinbaren lasse. Mitglied des Senats blieb sie aber noch bis in das Jahr 1948.
Helen und ihr Mann hatten wohl eine deale Partnerschaft, denn sie teilten ihre Ideen und religiösen Überzeugungen. Sie waren beide Mitglied der Society of Friend und dienten jeweils als Schriftführer der Versammlungen in Dunedin. 1925 vertraten beide auf dem Pan-Pacific Science Congress in Japan ihr Land und bereisten anschließend Japan und weitere asiatische Länder. Kurz vor dem Ruhestand von Helens Mann reisten sie auch noch einmal nach England. Helens Mann starb am 20. August 1957 in Dunedin.
Gertrude Helen Benson verstarb am 20. August 1957 ebenso wie ihr Mann in Dunedin.